# GUTEX
GUTEX ist ein Hersteller von Holzfaserdämmstoffen in Aichen, einem Stadtteil von Waldshut-Tiengen, im Kreis Waldshut, der feste und flexible Holzfaserdämmplatten sowie Holzfaser-Einblasdämmungen produziert.

## Geschichte
Bereits um 1538 wird hier eine Schloßmüli zu Guttenpurg zugehörig zur Burg Gutenburg genannt. Das Kloster St. Blasien errichtet hier 1660 mit Übereinkunft des Grafen Johann Ludwig von Sulz eine Eisenschmelze mit Hammerschmiede und Drahtzug, da im benachbarten Klettgau ein probiertes Bohnerz in großer Quantität befindlich, hingegen auf dem Wald in des Klosters Jurisdiction das notwendige Holz suffizienter vorhanden und commode zu subministrieren sei. Mit Entstehen des Hüttenwerkes Albbruck ging das kleine Werk Gutenburg 1698 ein.
Um 1900 begann die Nutzung des Wassers aus der Schlücht zur Stromgewinnung. Der Unternehmer aus Atzenbach, Ernst Oskar Tröscher, erhielt die Genehmigung zur Errichtung eines Wasserkraftwerkes. Durch das Nutzgefälle der Schlücht von ca. 17 m waren hierfür die Voraussetzungen besonders günstig. Es wurde für die damalige Zeit die beachtliche Leistung von fünf Millionen PS erreicht, wodurch die naheliegenden Ortschaften und auch die Stadt Tiengen mit Strom versorgt werden konnten. 1903 wurde dem Elektrizitätswerk eine Holzschleiferei angeschlossen. 1920 kaufte die Familie Hugo Henselmann das Unternehmen und baute es weiter aus, zunächst wurde Pappe und dann ab 1932 die Holzfaserplatte produziert. Nach der einige Jahre zuvor in den USA begonnenen Produktion von Holzfaserplatten war die Firma Henselmann ein Pionier in der Holzresteverwertung in Deutschland, diese fielen in den zahlreichen Sägewerken im Schwarzwald reichlich an. Von 2000 bis 2006 wurden umfangreiche neue Fertigungsanlagen errichtet.
2019 erhielt das Unternehmen den Innovationspreis für die weltweit erste schwer-entflammbare Holzfaserdämmplatte.
2023 hat Gutex in Eschbach südlich von Freiburg im Breisgau einen zweiten Produktionsstandort eröffnet.